# روبرت توماس سيلي
روبرت توماس سيلي (بالإنجليزية: Robert Thomas Seeley) هو رياضياتي وأستاذ جامعي أمريكي، ولد في 28 فبراير 1932 في برين مار ‏ في الولايات المتحدة، وتوفي في 30 نوفمبر 2016 في نيوتن في الولايات المتحدة.